# Janomima claria
Janomima claria är en fjärilsart som beskrevs av Embrik Strand 1911. Janomima claria ingår i släktet Janomima och familjen Eupterotidae. Inga underarter finns listade i Catalogue of Life.